# 周孝闵帝
周孝閔帝宇文覺（542年—557年），字陀羅尼，代郡武川镇（今内蒙古自治区呼和浩特市武川县）人，北朝西魏權臣宇文泰嫡长子，南北朝時代北周的第一位君主，號稱天王，但實際上是權臣宇文護的傀儡。557年宇文护拥立宇文觉，建立北周。

## 生平
七歲（周書記為九歲）時，被封為略陽郡公。當時有善於面相者史元華為他面相，私下告訴他的親人：「這位公子有至貴之相，但可惜的是他的寿命与地位不相称。」
556年三月，西魏恭帝拓跋廓命宇文覺為安定公世子；四月，拜為大司馬。到了十月，宇文泰過世，由宇文覺繼承他太師、安定公等官爵。十二月，拓跋廓又下詔以岐陽之地封宇文觉為「周國公」，不久即禅位，派济北公拓跋迪将皇帝的玉玺和绶带送给宇文觉。並於557年正式即天王位，是為北周的開始。
宇文覺是宇文泰的第三子，生性剛毅果敢，對於其堂兄宇文護專政感到相當不滿，而司會李植與軍司馬孫恆也對宇文護權高位重頗有微詞，便與乙弗鳳、賀拔提等人一同私下向宇文覺請求誅殺宇文護，宇文覺同意。他們又找了張光洛一同行事，不料張光洛卻將此事告訴宇文護。於是宇文護改封李植為梁州刺史，孫恆為潼州刺史，將他們外放。乙弗鳳因此表示他將把宇文護引進宮後誅殺，但張光洛又將此事告訴宇文護，宇文護反而與尉遲綱合謀廢立之事，先設計誅殺乙弗鳳，並使宇文覺身邊沒有侍衛；接著派賀蘭祥逼迫宇文覺退位，將他貶為略陽公並幽禁，不久將他殺害，死时只有15岁。

## 政绩
孝闵帝为人温和并体恤民情，多次免除百姓的繁重税务，算是北朝时期的一位明君。

## 陵墓
後來他的庶弟周武帝宇文邕誅殺宇文護，追認了宇文覺的皇帝身份，派遣蜀國公尉遲迥在南郊上諡其為孝閔皇帝，稱其陵墓為靜陵。北周武帝孝陵以西已知其为北周重臣葬地，北周诸陵当在咸阳市渭城区底张镇一带。
2022年7月，西安咸阳国际机场扩建项目的考古勘探中发现了一个土洞墓。墓葬外围有围沟，墓葬拥有墓道，4个天井和一个极小的土洞后室。内出土有一简单的15字墓志，内容为“周故略阳公/宇文觉墓/二年十月/壬申”。墓志表明墓葬為北周孝闵帝宇文觉的静陵。墓室西北部填土内出土料珠、玉块残块，东北部出土鎏金铜剑首。墓室北部填土内有木屑、人骨。

## 家庭

### 后妃
- 皇后元胡摩
- 夫人陆氏

### 子孙
- 紀厲王宇文康，574年封，576年被周武帝赐自杀
  - 纪王宇文湜，《北史》《周书》作宇文康子，《资治通鉴》误作宇文觉子。宇文康死后袭位，581年被杨坚所杀

另外《大唐故御史中丞王府君夫人宇文氏墓志铭并序》志主王坚妻宇文氏为沧州录事参军宇文深孙女、夏州朔方县令宇文荃女，自认宇文觉十一世孙。

## 影视形象
| 劇名                       | 演員   |
| 《独孤天下》(2018年電視劇) | 李瑞超 |

## 延伸阅读
[在维基数据编辑]
 《周書·卷03》，出自令狐德棻《周書》
 《北史·卷009》，出自李延壽《北史》